# کریستین دیوهولت هاونس
کریستین دیوهولت هاونس (انگلیسی: Kristine Duvholt Havnås؛ زادهٔ ۳۱ ژانویهٔ ۱۹۷۴) بازیکن هندبال اهل نروژ است.